# Seoce (Nova Kapela)
Seoce je naseljeno mjesto u Republici Hrvatskoj u općini Nova Kapela u Brodsko-posavskoj županiji. 

## Zemljopis
Seoce se nalaze na južno od Nove Kapele i autoceste Bregana - Lipovac. Susjedna naselja su Živike na istoku i Siče na zapadu.

## Stanovništvo
Prema popisu stanovništva iz 2011. godine Seoce su imale 284 stanovnika. 
| broj stanovnika | 441   | 424   | 368   | 397   | 440   | 501   | 482   | 533   | 621   | 633   | 670   | 531   | 478   | 426   | 375   | 284   | 219   |
|                 | 1857. | 1869. | 1880. | 1890. | 1900. | 1910. | 1921. | 1931. | 1948. | 1953. | 1961. | 1971. | 1981. | 1991. | 2001. | 2011. | 2021. |

## Poznate osobe
- Pero Juričić, hrv. glumac